# Верхние Алнаши
Верхние Алнаши — деревня в Алнашском районе Удмуртии, входит в Ромашкинское сельское поселение. Находится в 5 км к северо-западу от села Алнаши и в 87 км к юго-западу от Ижевска.
Население на 1 января 2008 года — 58 человек.

## История
По итогам десятой ревизии 1859 года в 15 дворах казённой деревни Алнаши Верхние Елабужского уезда Вятской губернии проживали 60 жителей мужского пола и 59 женского, работала мельница. На 1914 год жители деревни числились прихожанами Свято-Троицкой церкви села Алнаши.
В 1921 году, в связи с образованием Вотской автономной области, деревня передана в состав Можгинского уезда. В 1924 году при укрупнении сельсоветов она вошла в состав Алнашского сельсовета Алнашской волости. В 1929 году упраздняется уездно-волостное административное деление и деревня причислена к Алнашскому району. В том же году в деревне Верхние Алнаши образована сельхозартель (колхоз) «Тыло» (Огонь). В 1936 году в колхозе состояло 136 трудоспособных человек, имелись колхозно-товарная пасека и мельница.
- Игонин Григорий Семенович (1908 г.р.) — арестован 20 октября 1937 года. Приговор: 10 лет.
- Игонин Семен Федорович (1886 г.р.) — арестован 16 ноября 1937 года. Приговор: 10 лет.
- Кириллова Дарья Тарасовна (1886 г.р.) — колхозница. Приговор: Высылка 5 лет.
- Никифорова Анастасия Никифоровна (1919 г.р.) — колхозница. Приговор: Высылка 4 мес.

В 1950 году проводится укрупнение сельхозартелей, колхозы нескольких соседних деревень объединены в один колхоз «Большевик», центральная усадьба которого размещена в селе Алнаши. В 1991 году Алнашский сельсовет разделён на Алнашский и Ромашкинский сельсоветы, деревня передана в состав нового сельсовета.
16 ноября 2004 года Ромашкинский сельсовет был преобразован в муниципальное образование «Ромашкинское» и наделён статусом сельского поселения.

## Люди, связанные с деревней
- Посадов Григорий Кузьмич — уроженец деревни, гвардии-лейтенант, призван Можгинским РВК в июле 1941 года, на фронте с мая 1942 года. Будучи в окружении с большой группой бойцов, принял неравный бой, при этом было истреблено до 30 вражеских солдат и офицеров. Погиб в бою. Награды: ордена Отечественной войны II степени, Красной Звезды, фронтовые медали[11].